# Palacios de Riopisuerga
Palacios de Riopisuerga település Spanyolországban, Burgos tartományban. Palacios de Riopisuerga Itero del Castillo, Itero de la Vega, Lantadilla, Osornillo, Melgar de Fernamental és Arenillas de Riopisuerga községekkel határos. Lakosainak száma 18 fő (2024).

## Népesség
A település népessége az utóbbi években az alábbiak szerint változott:
| Lakosok száma | 33   | 30   | 31   | 35   | 34   | 31   | 26   | 25   | 22   | 18   |
|               | 2001 | 2004 | 2006 | 2009 | 2011 | 2014 | 2016 | 2019 | 2021 | 2024 |